# Palamede Gattilusio
Palamede Gattilusio (Mitilene, anni 1390 ca. – 1455) è stato un nobile italiano che fu signore di Enos dal 1409 alla sua morte.

## Biografia
Veniva dalla rispettata famiglia patrizia genovese dei Gattilusio ed era il quarto figlio di Francesco II Gattilusio, arconte di Lesbo e di sua moglie, una principessa di Bisanzio di cui non si sa il nome.
Dato che il matrimonio di Niccolò Gattilusio, il primo signore di Enos, era senza discendenza maschile, alla sua morte fu nominato nuovo signore Palamede Gattilusio, che era figlio del fratello Francesco. In seguito Palamede ricevette come feudo dall'imperatore Giovanni VIII anche l'isola di Samotracia e da Costantino XI quella di Imbros.
Palamede era particolarmente interessato alla storia e alle arti dell'antica Grecia: raccoglieva epigrafi e opere d'arte con cui decorava gli edifici, oggetto di una intensa attività di costruzione. Riuscì anche a organizzare per le quattro figlie matrimoni importanti con esponenti della nobiltà genovese.
Palamede costruì nel suo dominio una potente flotta, con la quale fu coinvolto nella lotta contro gli Ottomani a fianco di Bisanzio e Genova. Dopo il crollo dell'impero bizantino nel 1453, Palamede non resistette alle pressioni ottomane e divenne tributario del sultano Maometto II.
Dal momento che il figlio maggiore di Palamede, Giorgio, era morto nel 1449, la signoria di Enos nel 1455 passò per un breve periodo al figlio minore Dorino.

## Discendenza
Sposò una donna di nome Valentina ed ebbe sei figli:
- Giorgio Gattilusio ( –1449), sposò Helena Notara, figlia di Loukas Notaras[2]
- Dorino II Gattilusio[3]
- Caterina Gattilusio, sposò Marino Doria[4]
- Ginevra Gattilusio ( – poco dopo il 3 maggio 1489), sposò Lodovico di Campofregoso, doge di Genova (†1498)[4]
- Constanza Gattilusio, sposò Gian Galeazzo Fregoso, fratello di Spinetta[4]
- Una figlia che sposò il cugino Francesco III di Thasos, senza eredi

## Ascendenza
|                                           |                                  |                                             | Genitori                                    |  |  | Nonni |  |  | Bisnonni      |  |  | Trisnonni           |  |
|                                           |                                  |                                             |                                             |  |  |       |  |  | N. Gattilusio |  |  | Luchetto Gattilusio |  |
|                                           |                                  |                                             |                                             |  |  |       |  |  | N. Gattilusio |  |  | Luchetto Gattilusio |  |
|                                           |                                  | Eleonora Doria                              |                                             |  |  |       |  |  | N. Gattilusio |  |  |                     |  |
| Francesco I Gattilusio, signore di Lesbo  |                                  |                                             |                                             |  |  |       |  |  | N. Gattilusio |  |  |                     |  |
|                                           |                                  | …                                           | …                                           |  |  |       |  |  |               |  |  |                     |  |
|                                           |                                  | …                                           | …                                           |  |  |       |  |  |               |  |  |                     |  |
|                                           |                                  | …                                           | …                                           |  |  |       |  |  |               |  |  |                     |  |
| Francesco II Gattilusio, signore di Lesbo |                                  | …                                           |                                             |  |  |       |  |  |               |  |  |                     |  |
|                                           |                                  | Andronico III Paleologo, basileus dei Romei | Michele IX Paleologo, co-basileus dei Romei |  |  |       |  |  |               |  |  |                     |  |
|                                           |                                  | Andronico III Paleologo, basileus dei Romei | Michele IX Paleologo, co-basileus dei Romei |  |  |       |  |  |               |  |  |                     |  |
|                                           |                                  | Andronico III Paleologo, basileus dei Romei | Rita d'Armenia                              |  |  |       |  |  |               |  |  |                     |  |
| Irene Paleologa                           |                                  | Andronico III Paleologo, basileus dei Romei |                                             |  |  |       |  |  |               |  |  |                     |  |
|                                           |                                  | Anna di Savoia                              | Amedeo V, conte di Savoia                   |  |  |       |  |  |               |  |  |                     |  |
|                                           |                                  | Anna di Savoia                              | Amedeo V, conte di Savoia                   |  |  |       |  |  |               |  |  |                     |  |
|                                           |                                  | Anna di Savoia                              | Maria di Brabante                           |  |  |       |  |  |               |  |  |                     |  |
| Palamede Gattilusio, signore di Enos      |                                  | Anna di Savoia                              |                                             |  |  |       |  |  |               |  |  |                     |  |
|                                           | Dorino I Doria, signore di Loano | Corrado I Doria, signore di Loano           |                                             |  |  |       |  |  |               |  |  |                     |  |
|                                           | Dorino I Doria, signore di Loano | Corrado I Doria, signore di Loano           |                                             |  |  |       |  |  |               |  |  |                     |  |
|                                           | Dorino I Doria, signore di Loano | Ginevra Doria                               |                                             |  |  |       |  |  |               |  |  |                     |  |
| Dorino II Doria, signore di Loano         | Dorino I Doria, signore di Loano |                                             |                                             |  |  |       |  |  |               |  |  |                     |  |
|                                           |                                  | Ginevra N.                                  | …                                           |  |  |       |  |  |               |  |  |                     |  |
|                                           |                                  | Ginevra N.                                  | …                                           |  |  |       |  |  |               |  |  |                     |  |
|                                           |                                  | Ginevra N.                                  | …                                           |  |  |       |  |  |               |  |  |                     |  |
| Valentina Doria                           |                                  | Ginevra N.                                  |                                             |  |  |       |  |  |               |  |  |                     |  |
|                                           |                                  | Brancaleone II Doria                        | Bernabò Doria                               |  |  |       |  |  |               |  |  |                     |  |
|                                           |                                  | Brancaleone II Doria                        | Bernabò Doria                               |  |  |       |  |  |               |  |  |                     |  |
|                                           |                                  | Brancaleone II Doria                        | Eleonora Fieschi                            |  |  |       |  |  |               |  |  |                     |  |
| Violante Doria                            |                                  | Brancaleone II Doria                        |                                             |  |  |       |  |  |               |  |  |                     |  |
|                                           |                                  | Giacomina N.                                | NN                                          |  |  |       |  |  |               |  |  |                     |  |
|                                           |                                  | Giacomina N.                                | NN                                          |  |  |       |  |  |               |  |  |                     |  |
|                                           |                                  | Giacomina N.                                | NN                                          |  |  |       |  |  |               |  |  |                     |  |
|                                           |                                  | Giacomina N.                                |                                             |  |  |       |  |  |               |  |  |                     |  |